# Культура Білорусі
Культура Білорусі — це продукт тисячолітнього розвитку під впливом цілої низки різноманітних факторів. Вони включають  фізичне середовище; етнографічне тло білорусів (злиття слов'янських новоприбульців з балтійськими тубільцями); язичництво перших поселенців та предковічних жителів цієї території; Візантійське християнство як єднальна ланка з православною релігією та її писемною традицією; відсутність природних кордонів країни; стік річок як до Чорного, так і до Балтійського моря; різноманітність релігій на цих землях (католицтво, православ'я, юдаїзм та іслам).
Ранній західний вплив на білоруську культуру виявився у статутах магдебурзького права, що надавали муніципальне самоврядування і спиралися на закони німецьких міст. Ці статути в XIV–XV сторіччях одержав з рук великих князів і королів ряд міст, як-от Берестя, Гродно, Слуцьк, Мінськ. Традиція самоврядування не тільки полегшувала контакти із Західною Європою, а й виховувала впевненість у власних силах, підприємництво та почуття громадянської відповідальності.
У 1517–1519 роках Франциск Скорина (бл. 1490–1552) переклав Біблію на місцеву (старобілоруську) мову. За комуністичного режиму, праця Скорини значною мірою недооцінювалася, але в незалежній Білорусі він став натхненником відроджуваної національної свідомості як за обстоювання білоруської мови, так і за свої гуманістичні ідеї.
З XIV по XVII століття, коли в Західній Європі побутували ідеї гуманізму, Відродження і Реформації, ці ідеї обговорювалися в Білорусі і завдяки її торговельним відносинам, і через зарахування синів дворян і міщан у західні університети. Реформація і контрреформація теж зробили великий внесок у розквіт полемічних творів, а також у поширення друкарень і шкіл.
У XVII і XVIII сторіччях, коли Польща і Росія чинили глибоке політичне та культурне вторгнення у Білорусь шляхом вливання місцевої знаті в їхні культури відповідно, правителі досягли успіху у прив'язані «білоруської» культури у першу чергу до всього селянського, фольклору, національного одягу, етнічних звичаїв, з накладенням християнства. Це послужило відправною точкою деяким діячам національного руху, які намагалися добитися державності свого народу наприкінці XIX — на початку XX століть.
Розвиток білоруської літератури, поширення ідеї національної єдності білорусів знайшли відображення у літературних творах Янки Купали (1882–1942) і Якуба Коласа (1882–1956). Твори цих поетів, поряд з кількома іншими видатними письменниками, стали класикою сучасної білоруської літератури, широко розкриваючи сільські теми (адже саме у сільській місцевості автори чули білоруську мову) та осучаснюючи білоруську літературну мову, яка з XVI сторіччя була маловживаною. Літератори незалежної Білорусі в 1990-х продовжували широко використовувати сільську тематику.
На відміну від зосередженої на сільському житті літератури, інші галузі культури: живопис, скульптура, музика, кіно, театр — сконцентрували увагу на міській дійсності, універсальних проблемах і загальнолюдських цінностях.

## Музика
Першим значним музичним твором, написаним білорусом, була опера «Фауст» Антонія Радивила. У XVII сторіччі польський композитор Станіслав Монюшко, живучи у Мінську, створив багато опер і камерних музичних творів. Перебуваючи там, він у співпраці з білоруським поетом Вінцентом Дуніним-Мартинкевичем створив оперу «Сялянка» (селянка). Наприкінці XIX століття основні білоруські міста сформували свої власні оперні і балетні трупи. Протягом радянської доби М. Крошнер створив балет «Соловей».
Після Німецько-радянської війни музичні твори було присвячено темі поневірянь білоруського народу або тим, хто взяв у руки зброю для захисти вітчизни. Це був час, коли «наставником» білоруських композиторів був Анатолій Богатирьов, автор опери «У поліському пралісі». Національний академічний Великий театр опери та балету Республіки Білорусь Національний академічний театр балету в Мінську удостоївся у 1996 році премії Гран Бенуа де ла Данс як найкраща балетна трупа світу.
Популярну білоруську радянську музику створював ряд відомих колективів, багато з яких виконували білоруську народну музику. Фольк-роковий гурт «Пісняри», утворений у 1969 році гітаристом Володимиром Мулявіним, став найпопулярнішим фольк-гуртом Радянського Союзу і часто гастролював Європою. Приклад «Піснярів» надихнув «Сябри» і «Вераси» слідувати їхнім шляхом. Традиції Білорусі як центру народної та фольк-рокової музики нині, зокрема, продовжує Стары Ольса, Vicious Crusade і Gods Tower.
Рок-музика Білорусі виникла в часи перебудови. Такі групи, як Бі-2 (нині живе в Росії), Ляпис Трубецкой, Крама і ULIS були засновані в кінці 1980-х років або на початку 1990-х років. Хоча популярність рок-музики останніми роками зросла, білоруський уряд придушив розвиток популярної музики за допомогою різних правових і економічних механізмів. Через ці обмеження багато білоруських гуртів воліють випускати свої твори під російськими лейблами і виступати в Росії або в Україні.
Дослідники Майя Медіч і Лемез Ловас повідомили в 2006 році, що «незалежна музична творчість у Білорусі стає нині дедалі складнішим і ризикованішим підприємством», і що білоруська влада «чинить тиск на „неофіційних“ музикантів — у тому числі, „забороняючи“ висвітлення в офіційних засобах масової інформації та накладаючи суворі обмеження на живе виконання». У відео-інтерв'ю на freemuse.org двоє авторів пояснили механізми цензури у Білорусі. 

Починаючи з 2004 року, Білорусь направляє співаків на Євробачення.

## Народне вбрання

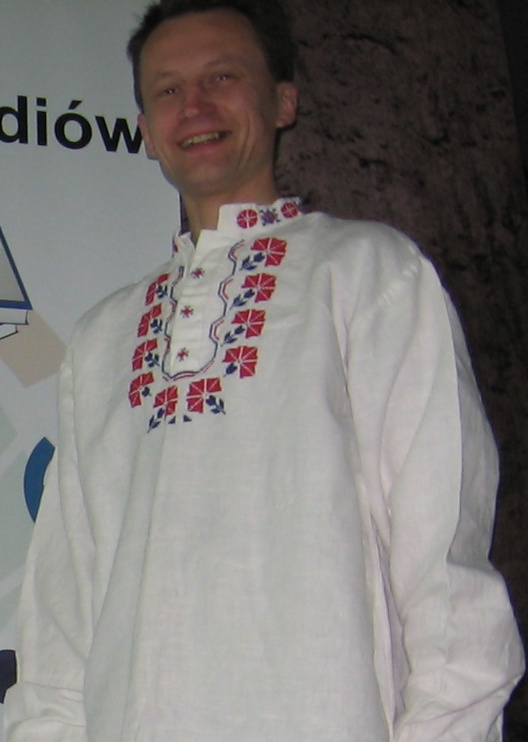
Традиційна білоруська сорочка

Традиційне двокомпонентне білоруське вбрання походить із часів Київської Русі, нині його продовжують носити за певних обставин. У зв'язку з прохолодним кліматом Білорусі одяг виготовлявся із тканин, які забезпечують щільне покриття і тепло. Він або був скомпонований із багатьох різнокольорових ниток, зітканих разом, або прикрашений символами, які називали орнаментами. Білоруська знать, як правило, імпортувала собі тканини і обирала червоний, синій або зелений кольори. Чоловіки носили сорочку і штани, прикрашені поясом, а жіноцтво носило довгу сорочку, обернену навколо спідницю під назвою «паньова» і хустку. На ці убори також впливав одяг, який носили поляки, литовці, латиші та інші народи Європи, вони змінювалися з плином часу за рахунок поліпшення технологій виготовлення одягу. Важливу роль в білоруських традиціях відіграє вишивка.

## Світова спадщина ЮНЕСКО
Білорусь має чотири об'єкти Всесвітньої спадщини, двома з яких володіє спільно із сусідніми країнами. Цю четвірку складають Мірський замок, Несвізький замок, Біловезька пуща (спільно з Польща) і Дуга Струве (спільно з Естонією, Фінляндією, Латвією, Литвою, Норвегією, Молдовою, Росією, Швецією та Україною).

## Театр
На початку 1900-х років почав набувати популярності й білоруський театр. Одну з найвідоміших п'єс Білорусі «Павлінку» (автор Янка Купала) було зіграно в Сибіру для білорусів, яких було туди вислано.  Документування білоруської народної музики сягає, принаймні, XV століття. Перед цим, основним різновидом музикантів були скоморохи. Невматичний спів, званий знаменним (від слова «знамення» [Архівовано 2 квітня 2015 у Wayback Machine.], яке вживалося і на позначення «невми»), у православній церковній музиці використовувався до XVI сторіччя, після чого настали два століття стилістичної інновації, що сягали корінням Ренесансу і протестантської Реформації. У XVII сторіччі серед хорів узвичаївся партесний спів, який опісля став загальноприйнятим і для приватних театрів, створених у таких містах, як Мінськ і Вітебськ. З популярних музичних гуртів родом із Білорусі можна назвати Пісняри, Dreamlin, N.R.M. тощо. У 2010-х роках існувало 27 професійних театральних колективів, що гастролювали по Білорусі, 70 оркестрів і 15 агентств, які займалися влаштуванням концертів.
У 2005 році драматурги Микола Халезін і Наталя Коляда заснували Білоруський Вільний театр, неформальний театральний проект, покликаний протистояти тиску і цензурі влади Білорусі. Колектив виступає на приватних квартирах і щонайменше одну таку виставу зірвав спецназ МВС Білорусі. Білоруський Вільний театр заручився підтримкою таких відомих західних письменників, як Том Стоппард, Едвард Бонд, Вацлав Гавел, Артур Копіт і Гарольд Пінтер.

## Російський вплив
Після поділів Польщі імперська Росія проводила політику де-полонізації русинів. Однак попри непоодинокі випадки, коли білоруський народ було піддано процесу, який тепер називають русифікацією, вже тоді було ясно, що це окремішній етнос із самобутньою культурою, яка не була ні польською, ні російською. За переписом 1897 року більшість населення Білорусі називають своєю мовою не руську (як це вони робили за польської влади і яку помилково царський уряд тлумачив як російську), а білоруську.
Тільки у ХХ столітті Білорусі вдалося повністю розкрити всьому світові свою культуру. Цьому допомогла і радянська політика коренізації, яка заохочувала націоналізм місцевого рівня. До кола визначних білоруських поетів і прозаїків цього часу можна зарахувати Янку Купалу, Максима Богдановича, Василя Бикова і Володимира Короткевича. Білоруська мова неодноразово зазнавала реформування, що дозволило їй у повній мірі представляти фонетику сучасного носія мови. Попри це, деякі сучасні націоналісти вважають, що засилля російської мови лишило надто глибокий слід. До того ж нині російська мова використовується в офіційному діловодстві та в інших сферах білоруського суспільства.

## Фестивалі
Білоруська влада спонсорує чимало щорічних культурних фестивалів: Слов'янський базар у Вітебську, «Мінська весна», «Слов'янські театральні зустрічі», Міжнародний джазовий фестиваль, Національний фестиваль урожаю, «Мистецтво для дітей та молоді», Конкурс молодіжних видів естрадного мистецтва, «Музи Несвіжа», «Мірський замок» і Національний фестиваль білоруської пісні та поезії. Ці заходи являють світові талановитих білоруських виконавців з царини мистецтва: чи то музики, чи поезії, чи танцю, чи театру. На цих фестивалях нагороджують за видатні досягнення в музиці чи мистецтві різноманітними преміями імені різних радянських і білоруських героїв. Нинішні націоналісти стверджують, що більшість цих фінансованих державою заходів не мають нічого спільного з білоруською культурою, ба навіть із культурою взагалі, проте всі ці події перебувають у компетенції Міністерства культури Білорусі. Кілька державних свят, таких як День Незалежності або День Перемоги, збирають великі натовпи і включають такі номери програми, як феєрверки і військові паради. Більшість фестивалів проходять у Вітебську або Мінську.